# سی‌سخت
سی‌سَخت شهری در ۳۵ کیلومتری شمال غربی شهر یاسوج مرکز استان و در استان کهگیلویه و بویراحمد ایران جای دارد. این شهر مرکز شهرستان دنا می باشد.
جمعیت این شهر در سال ۱۳۹۵، برابر با ۱۰ هزار تن بوده‌است. اهالی این شهر از مردم لر و به زبان لری سخن میگویند.
این شهر در دامنه کوه دنا بلندترین کوه رشته‌کوه زاگرس جای گرفته‌است و هفتمین شهر مرتفع ایران هست و منطقه‌ای گردشگری به‌شمار می‌آید. از جمله مناطق گردشگاهی این شهر می‌توان به کوه گل-چشمه میشی-دشتک-بندان و تنگه ی نِول از آن نام برد.شهر سی‌سخت با مساحت تقریبی ۵/۶ کیلومتر مربع در دامنه کوه ۴٬۴۱۹ متری دنا واقع گردیده‌است. برای مسافرت به این شهر می‌توان از جاده یاسوج به سی‌سخت بهره برد؛ یا از اصفهان-سمیرم-سی سخت به این شهر رسید.
در شامگاه ۲۹بهمن ۹۹ زلزله ای به بزرگی ۵/۶ ریشتر ساعت ۲۲:۰۵دقیقه شهر سی سخت را لرزاند که تنها خسارات مالی داشت و خسارت جانی نداشت.

## تاریخ
آثار سفالی در حفاری‌های سی‌سخت و همچنین گورهای باستانی پیدا‌شده که قدمت آن‌ها به ۳۰۰۰ سال پیش از میلاد میرسد.

## جغرافیا

### موقعیت جغرافیایی
شهر سی‌سخت در دامنه کوه دنا بلندترین کوه رشته‌کوه زاگرس جای گرفته‌است و منطقه‌ای گردشگری به‌شمار می‌آید.

### اقلیم
اقلیم سی‌سخت تحت تأثیر کوهستان دنا سردسیری است و قسمتی از پائیز و سرتاسر زمستان از برف پوشیده‌است؛ و همین امر موجب پرآبی منطقهٔ سی‌سخت است؛ و جویبارها و چشمه‌سارهای دائمی از مناطق برفی سرازیر شده و منطقه را سیراب می‌سازد.
شهر سی سخت به سبب موقعیت جغرافیایی و قرارگیری در دامنه کوه دنا دارای هوای مطبوع و خوشایند، آب سالم، خوشگوار و فراوان است.

## مردم‌شناسی

### زبان
مردم این شهر لرتبار هستند و به زبان لری صحبت می‌کنند.

### جمعیت
بر پایه سرشماری عمومی نفوس و مسکن در سال ۱۳۹۵ جمعیت این شهر حدود ده هزار نفر (۲۵۰۰ خانوار) بوده‌است.

## گردشگری
چشمه‌ها
چشمه میشی: بزرگترین و پرآب‌ترین چشمه‌اش چشمه «بشو = Bocu» یا چشمه میشی است که در پائین گردنه بیژن قرار گرفته و آب آن با وجود تأمین آب آشامیدنی شهر، زمینهای زراعی ده بزرگ سی‌سخت را نیز آبیاری می‌کند.
چشمه سرد: واقع در منطقه کوه گل شهر سی سخت.
چشمه توف: مشرف بر شهر توریستی سی سخت. این چشمه در مسیر صعود به قلهٔ دنا قرار دارد. این چشمه در تمام فصول سال دارای آبی گوارا و خنک می‌باشد.
چشمه تاگی: دارای آبی خنک و گوارا که عطش کوهنوردان را بر طرف می‌کند.. از آب این چشمه برای آبیاری باغات انگور و سیب و گردوی منطقهٔ کلنجه استفاده می‌شود.
چشمه تاگی، چشمه سیاه، چشمه ریزک، چشمه بایی، چشمه توف و…
آدرس اماکن:
- تصویر نقشه آدرس چشمه میشی
- تصویر نقشه آدرس دشتک سی سخت
- تصویر نقشه آدرس کوه گل و آبشار کوه گل
- مشاهده نقشه سی سخت

## نگارخانه

دشتک سی سخت
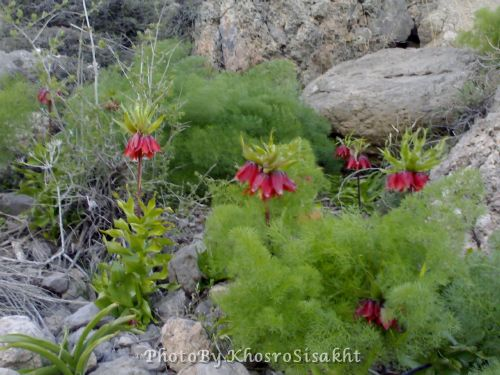
طبیعت سی سخت
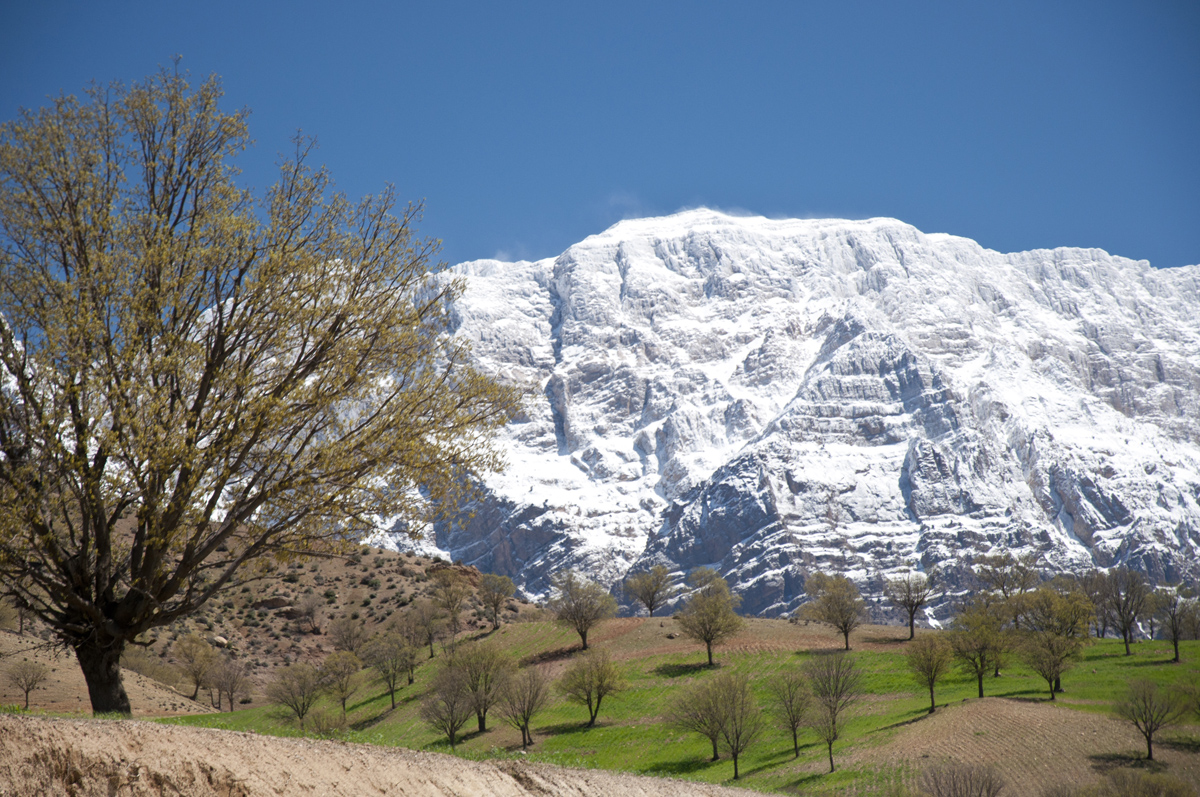
زاگرس و کوه‌های دنا
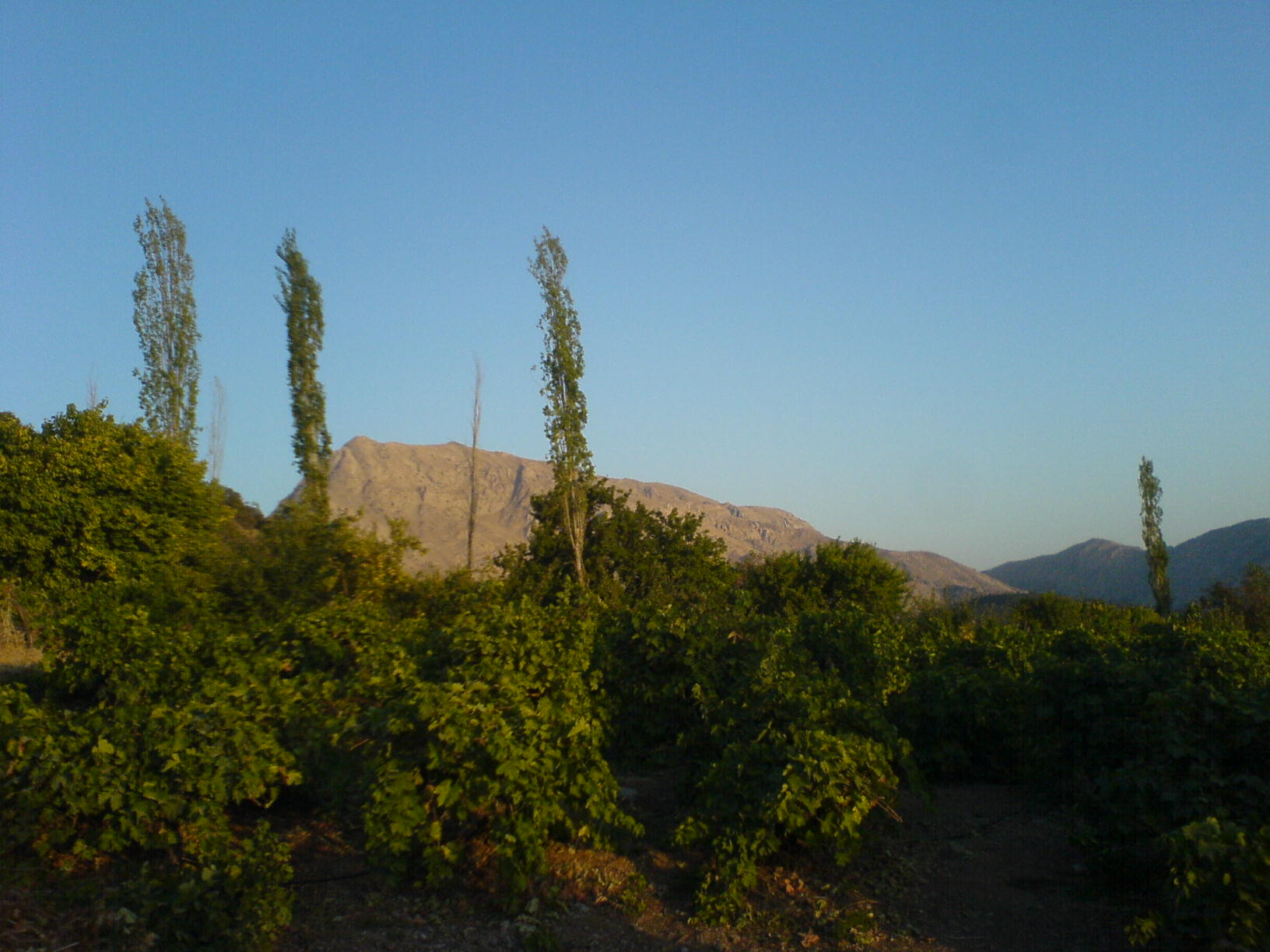
طبیعت
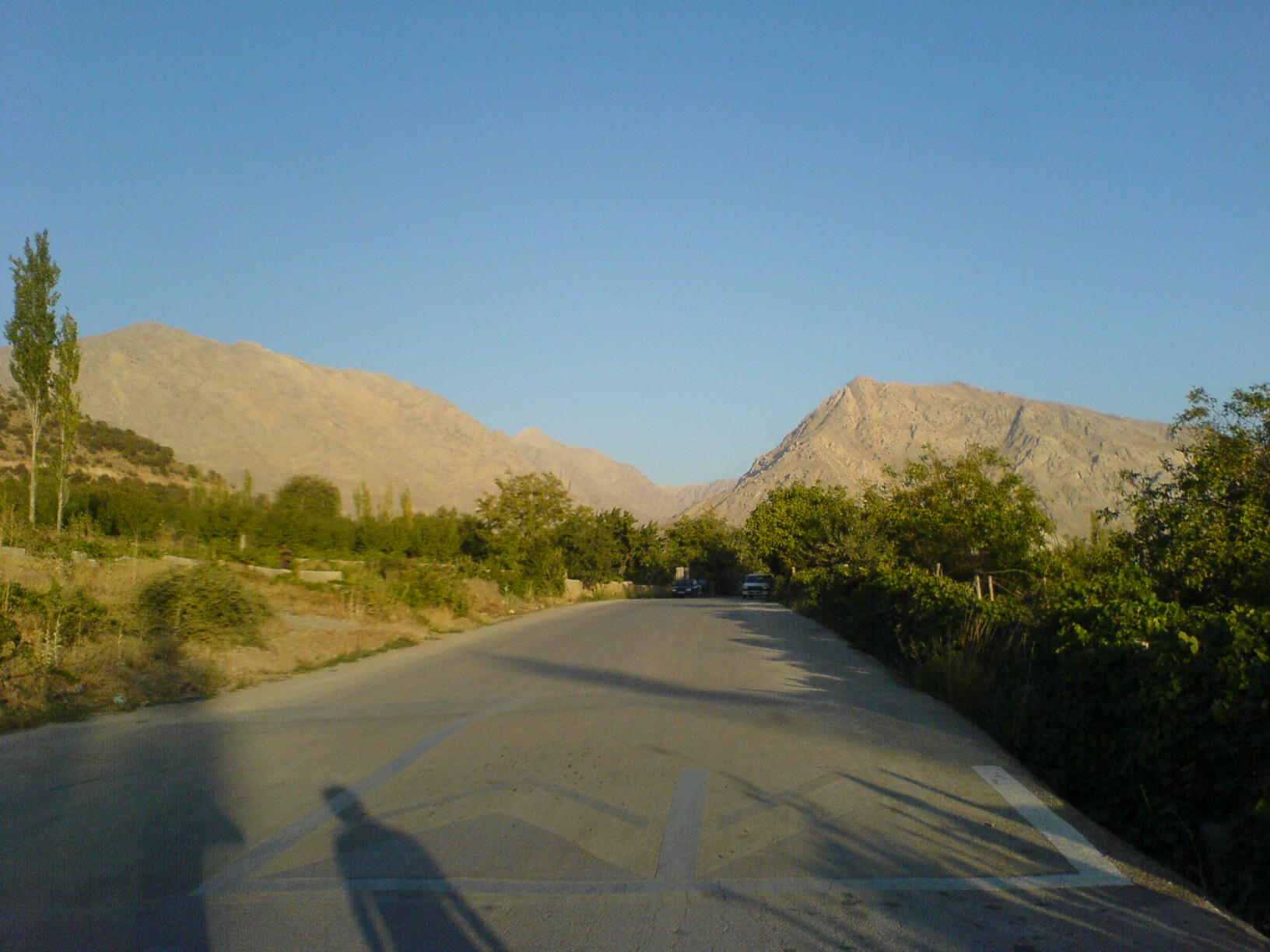
باغات انگور سی سخت